# Epirhyssa tylota
Epirhyssa tylota là một loài tò vò trong họ Ichneumonidae.